# عمر کرامی
عمر عبدالحمید کرامی (زادهٔ ۷ سپتامبر ۱۹۳۴ در نوری، لبنان – ۱ ژانویه ۲۰۱۵ در بیروت، لبنان) سیاست‌مدار لبنانی بود. وی در دو مقطع نخست‌وزیر لبنان بوده‌است، یکی از ۲۴ دسامبر ۱۹۹۰ تا ۱۳ مه ۱۹۹۲ که در پی اعتراضات به سقوط ارزش پول ملی لبنان استعفا داد و دیگری از ۲۱ اکتبر ۲۰۰۴ تا ۲۸ فوریه ۲۰۰۵ که در پی اعتراضات پس از ترور رفیق حریری استعفا داد. پدر وی عبدالحمید کرامی و برادرش رشید کرامی نیز سابقهٔ نخست‌وزیری لبنان را دارند.